# Cardonal de Panilonco
Cardonal de Panilonco, o simplemente Panilonco, es un pueblo chileno ubicado al sur de Pichilemu, en la comuna de Paredones, provincia Cardenal Caro.  En 2002, su población era de 852 personas en 235 hogares.

## Etimología
Panilonco proviene del Mapudungun pañil (metal) y lonco (cabeza).